# 208e division d'infanterie (Empire allemand)
La 208e division d'infanterie est une unité de l'armée allemande créée en 1916 qui participe à la Première Guerre mondiale. Elle combat au cours du mois de septembre sur le front de l'est, avant son retour définitif à l'ouest. Au cours du mois d'octobre, elle est engagée dans la bataille de la Somme puis occupe un secteur de front dans les Flandres. En 1917, la division combat à Arras puis dans les Flandres au cours de la bataille de Passchendaele. En 1918, elle participe à l'opération Michael, elle franchit la Somme et progresse de plus de 16 km. Au cours de l'été et de l'automne, elle prend part aux combats défensifs de l'armée allemande et est repoussée sur la ligne Hindenburg. Après la signature l'armistice, la division est transférée en Allemagne et dissoute au cours de l'année 1919.

## Première Guerre mondiale

### Composition

#### 1916 - 1917
- 185e brigade d'infanterie

25e régiment d'infanterie (de)
185e régiment d'infanterie
65e régiment d'infanterie de réserve
- 267e régiment d'artillerie de campagne
- 1 escadron du 6e régiment de dragons de réserve à partir de 1917
- 208e bataillon de pionniers à partir de 1917

#### 1918
- 185e brigade d'infanterie

25e régiment d'infanterie
185e régiment d'infanterie
65e régiment d'infanterie de réserve
- artillerie divisionnaire

267e régiment d'artillerie de campagne
157e bataillon d'artillerie à pied pour
- 1 escadron du 6e régiment de dragons de réserve
- 208e bataillon de pionniers

### Historique
la 208e division est formée par le 25e régiment d'infanterie issu de la 15e division d'infanterie, du 185e régiment d'infanterie issu de la 185e division d'infanterie et du 65e régiment d'infanterie de réserve issu de la 16e division de réserve.

#### 1916
- septembre : formation de la division au camp de Sissonne.
- 3 - 15 septembre : transport par V.F. sur le front de l'est par Luxembourg, Aix-la-Chapelle, Berlin, Leipzig, Cracovie pour atteindre Lemberg[1]. À partir du 8 septembre, la division est en réserve du groupe d'armées de l'archiduc Charles.
- 15 septembre - 10 octobre : en ligne dans le secteur de Narajowka, de la Zolota Lypa et du Ceniowka.

16 - 19 septembre :  combats le long de la Narajowka et de la Zolota Lypa
5 - 6 octobre : troisième combat pour le franchissement de la Narajowka et de la Zolota Lypa
- 10 - 19 octobre : retrait du front, transport par V.F. sur le front de l'ouest par Lemberg, Budapest, Vienne, Salzbourg, Rosenheim, Munich, Francfort-sur-le-Main, Cologne, Aix-la-Chapelle, Liège pour atteindre Caudry[1].
- 19 octobre - 26 novembre : engagée dans la bataille de la Somme, violents combats dans des actions locales sur les hauteurs de l'Ancre[1].
- 26 novembre - 12 décembre : occupation et organisation de positions sur les hauteurs de l'Ancre.
- 13 décembre 1916 - février 1917 : retrait du front, transport par V.F. dans la région de Gand.

#### 1917
- 2 - 25 février : mouvement vers le front, occupation d'un secteur vers Ypres et le canal Ypres-Comines.
- 26 février - 25 mars : retrait du front, repos dans la région de Gand.
- 25 mars - 15 avril : mouvement vers le front, occupation d'un secteur entre Bikschote et Langemark.
- 15 avril - 8 mai : retrait du front, transport par V.F. dans la région d'Arras. La division est engagée dans la bataille d'Arras vers Gavrelle et Rœux, violents combats[1].
- 8 mai - 18 août : retrait du front, mouvement de rocade vers la région de Saint-Quentin. Occupation d'un secteur calme entre Berthenicourt et Moy[n 1].
- 18 août - 5 septembre : retrait du front, transport par V.F. dans les Flandres.
- 5 - 29 septembre : engagée dans la bataille de Passchendaele dans le secteur de Langemark. Le 20 septembre, la division subit la préparation d'artillerie et l'attaque d'infanterie britannique avec des pertes très importantes, les 1re et 3e compagnie du 185e régiment d'infanterie sont détruites ou capturées[1].
- 29 septembre - 26 novembre : retrait du front, transport par V.F. en Lorraine. Occupation d'un secteur vers Saint-Mihiel.
- 26 novembre 1917 - février 1918 : transport par V.F. dans la région de Cambrai, une partie de la division soutien l'attaque de la 34e division d'infanterie lors de la bataille de Cambrai ; puis occupation et organisation d'un secteur du front entre le sud-ouest de Villers-Guislain et le nord d'Épehy[1].

#### 1918
- février - 2 mars : retrait du front, repos.
- 2 - 21 mars : mouvement vers le front, occupation d'un secteur vers Bellenglise au nord-ouest de Saint-Quentin.
- 21 - 30 mars : engagée dans l'opération Michael, attaque et progression vers Le Verguier.

22 mars : progression par Bernes et Catigny pour atteindre Péronne.
25 mars : franchissement de la Somme à Biaches.
26 - 28 mars : progression de plus de 16 km en profondeur, le 28 mars Framerville est atteinte.
29 mars : combats lors d'une contre-attaque britannique entre Cayeux-en-Santerre et Beaucourt-en-Santerre.
- 30 mars - 18 avril : retrait du front, repos dans la région de Cléry-sur-Somme[2].
- 19 avril - 4 mai : mouvement vers le front, occupation d'un secteur vers Hangard, violents combats avec de fortes pertes.
- 4 mai - 4 juin : retrait du front, repos dans la région de Valenciennes.
- 4 - 7 juin : transport par V.F. par Mons, Namur, Charleville, Conflans pour atteindre Chambley[2].
- 7 juin - 28 juillet : occupation d'un secteur dans la région de Saint-Mihiel.
- 28 juillet - 30 septembre : retrait du front, transport par V.F. dans la région de Noyon. À partir du 12 août, la division est engagée dans la région de Belval au sud de Lassigny. La division est successivement repoussée par la progression des troupes alliées par Beaurains-lès-Noyon, Genvry, Guiscard, Berlancourt, Flavy-le-Martel, Benay et Cerisy. Le 30 septembre, la division est relevée par la 1re division de réserve[2].
- 30 septembre - 8 octobre : repos.
- 8 - 23 octobre : mouvement vers le front vers Cambrai, occupation d'un secteur vers Haussy. Après le 23 octobre, la division est engagée dans des combats vers Valenciennes[2].
- 30 octobre - 11 novembre : retrait du front, repos. Après la signature de l'armistice, la division est transférée en Allemagne et dissoute au cours de l'année 1919.

## Chefs de corps
| Grade           | Nom                  | Date                            |
| --------------- | -------------------- | ------------------------------- |
| Generalleutnant | Emil Alexander Hesse | 29 août - 27 novembre 1916      |
| Generalmajor    | Wilhelm von Groddeck | 28 novembre 1916 - janvier 1919 |